# بوبکر زیتونی
بوبکر زیتونی (انگلیسی: Boubaker Zitouni؛ زادهٔ ۱۶ نوامبر ۱۹۶۵) بازیکن فوتبال اهل تونس بود.
از باشگاه‌هایی که در آن بازی کرده‌است می‌توان به باشگاه فوتبال آفریقایی اشاره کرد.
وی همچنین در تیم ملی فوتبال تونس بازی کرده‌است.